# Alfredo Lepro
Alfredo Lepro (* 1903 in Trinidad; † 14. Juli 1986 in Montevideo) war ein uruguayischer Politiker, Diplomat und Journalist.
Alfredo Lepro begann seine politische Karriere im norduruguayischen Rivera. Dort leitete er die Zeitung La Palabra. Auch tat er sich als Buchautor hervor und arbeitete in diesem Zusammenhang unter anderem geschichtliche Hintergründe General Fructuoso Rivera betreffend auf.
Lepro, der der Partido Colorado angehörte, saß in der 35. Legislaturperiode als Repräsentant des Departamentos Montevideo vom 2. Dezember 1947 bis zum 2. Januar 1948 zunächst als stellvertretender Abgeordneter in der Cámara de Representantes. In der 36., 37. und 38. Legislaturperiode hatte er für Montevideo dort durchgängig vom 15. Februar 1951 bis zum 23. Februar 1959 ein Titularmandat für das Sublema Batllismo-14 inne. Innerhalb der Legislaturperiode wechselte er dann ab dem 24. Februar 1959 in die Cámara de Senadores. Im Senat hatte er auch in der 39. Legislaturperiode mit diversen Unterbrechungen einen Sitz als stellvertretender Senator inne. In der 40. Legislaturperiode nahm er dann bis zu seinem Rücktritt am 3. Februar 1970 ein Titularmandat wahr. Auch diese Phase der Senatszugehörigkeit weist Unterbrechungen auf. So übernahm Lepro vom 19. Dezember 1968 bis zum 6. Juni 1969 die Leitung des Innenministeriums Uruguays. Ab dem 17. Februar 1970 war er uruguayischer Botschafter in Kolumbien. Dieses Amt übte er bis zum 9. März 1971 aus. Vom 27. Juni 1972 bis zum 30. Juni 1973 war er sodann Botschafter in Portugal. Auch war er Vertreter Uruguays bei den Vereinten Nationen. Später zog er sich aus gesundheitlichen Gründen aus der Politik zurück.

## Zeitraum seiner Parlamentszugehörigkeit
- 2. Dezember 1947 bis 2. Januar 1948 (Cámara de Representantes, 35. LP)
- 15. Februar 1951 bis 14. Februar 1959 (Cámara de Representantes, 36. LP)
- 15. Februar 1955 bis 14. Februar 1959 (Cámara de Representantes, 37. LP)
- 15. Februar 1959 bis 23. Februar 1959 (Cámara de Representantes, 38. LP)
- 24. Februar 1959 bis 14. Februar 1963 (Cámara de Senadores, 38. LP)
- 13. September 1963 bis 16. Dezember 1963
- 13. Januar 1964 bis 7. Februar 1964
- 17. März 1964 bis 26. März 1964
- 8. April 1964 bis 30. Juni 1964
- 1. Juli 1964 bis 21. September 1964
- 3. Dezember 1964 bis 14. Februar 1967 (jeweils: Cámara de Senadores, 39. LP)
- 24. Februar 1967 bis 8. Dezember 1968
- 30. Juli 1969 bis 4. November 1969
- 8. Januar 1970 bis 3. Februar 1970 (jeweils: Cámara de Senadores, 40. LP)